# Monumentul Natural Peștera Solkota
Monumentul Natural Peștera Solkota (în georgiană სოლკოტას მღვიმე) este o peșteră carstică situată la 2,3 km nord de satul Kumistavi, cunoscut pentru apropiatul Monument Natural Peștera Prometeu, în municipalitatea Tskaltubo⁠(d) din regiunea Imereti a Georgiei. Peștera este situată pe malul stâng al râului Semi⁠(d), la 379 de metri deasupra nivelului mării.

## Morfologie
Peștera Solkota s-a format în masivul carstic Sataphlia-Tskaltubo. Intrarea în peșteră se află la baza unui puț într-un relief carstic acoperit de vegetație. De aici, un coridor abrupt se extinde la 10-15 m și se transformă într-un podea orizontală care duce la o cameră cu o înălțime de aproape 30 m. Peștera are o diversitate interesantă de depozite chimice, stalactite și stalagmite. De un interes deosebit sunt stalactitele cu o grosime de 5 m, o dimensiune rară în Europa. De asemenea, este notabilă o stalagmită înaltă de 8 m, cu o circumferință de 8,5 m la bază și 4,5 m la mijloc.

## Faună
Speciile regăsite în interiorul peșterii sunt Trachysphaera⁠(d), Colchidoniscus, Laemostenus⁠(d), Arrhopalites⁠(d), Pygmarrhopalites⁠(d), Plutomurus⁠(d) și Oxychilus⁠(d).

## Descoperiri paleontologice
Peștera este un monument paleontologic și, în special, de paleontologie moleculară. Stalagmitele din Peștera Solkota au conservat molecule vechi de ADN ale mamiferelor (urs, căprioară, lilieci) și ale plantelor (castan, alun, in). Aici au fost găsite oase de urs de peșteră.